# IJmeer
IJmeer je granično jezero u Nizozemskoj. Nalazi se između poldera De Nes (u Waterlandu), Pampushavena, Hollandse Bruga i ušća rijeke IJ u IJburgu, između pokrajina Sjeverne Holandije i Flevoland. To je važno stanište za ptice poput krunate patke. Na sjeveroistoku se nalazi Markermeer, a na jugoistoku Gooimeer.

## Kuće u IJmeeru
Od 1998. godine grade se otoci za novo predgrađe IJburga. Prve kuće bile su gotove 2003. godine. Državno vijeće je 24. studenoga 2004. donijelo odluku da se daljnja gradnja novih otoka privremeno zabranjuje, jer posljedice za okoliš nisu bile dovoljno istražene.

## Daljnji planovi za IJmeer
Godine 2006. Vijeće za promet i javne radove i Odbor za okoliš izdali su zajedničko mišljenje u kojem se navodi da bi Amsterdam i Almere trebali postati spojeni gradovi s IJmeerom kao 'Centralnim parkom'. Dijelom u tu svrhu, Almere je najavio planove za izgradnju stambenih područja u IJmeeru, kako bi se Amsterdam i Almere približili. Postoje planovi za vezu između Amsterdama i Almerea, ravno kroz IJmeer, kroz IJburg i planirani Almere Pampus. Najvjerojatnije će ta veza biti most s trakama za javni prijevoz (kao metro i RER) i cesta.

## Otoci
IJmeer ima brojne otoke uključujući:
- De Drost
- Hooft
- Pampus
- Vuurtoreneiland
- Warenar